# Emmanuelle Chriqui
Emmanuelle Sophie Anne Chriqui (Montréal, 1975. december 10. –) kanadai színésznő, modell.
Ismertebb televíziós alakításai voltak a HBO Törtetők című vígjátéksorozatában, továbbá A mentalista című bűnügyi sorozatokban. A 2010-es évektől főszerepeket kapott A jóslás urai, A szabadulás és a Superman és Lois című tévés műsorokban.
A mozivászonról leginkább Adam Sandler partnereként ismert a Ne szórakozz Zohannal! (2008) című vígjátékból.

## Élete
Chriqui a kanadai Québecben (Montreal) született marokkói zsidó szülők lányaként. Édesanyja, Liliane Casablancában, édesapja, Albert pedig Rabatban született. Családja a szefárd hagyomány szerinti ortodox judaizmust követte.
Chriquinek van egy bátyja, Serge, és egy nővére, Laurence. Amikor majdnem kétéves volt, a családja az Ontario állambeli Torontóba költözött. Az Ontario állambeli Markhamben nőtt fel, ami a várostól északkeletre fekvő külváros. Szépségápolással foglalkozó édesanyja egyszer azt mondta Emmanuelle-nek, hogy színésznő lesz belőle. Emmanuelle tizenhat éves korában veszítette el édesanyját.
Gyermekkorában Chriqui bátyja kezdte el fizetni neki a színjátszó órákat. A Unionville High School drámaprogramjára járt. A középiskola után Chriqui úgy döntött, hogy színészi karriert folytat.

## Filmográfia

### Film
| Év   | Magyar cím                                 | Eredeti cím                          | Szerep                 | Magyar hang        |
| ---- | ------------------------------------------ | ------------------------------------ | ---------------------- | ------------------ |
| 1995 | A donor                                    | The Donor                            | Patty                  | Antal Olga         |
| 1999 | Detroit Rock City                          | Detroit Rock City                    | Barbara                | Németh Borbála     |
| 2000 | Hóból is megárt a sok                      | Snow Day                             | Claire Bonner          | Csondor Kata       |
| 2000 | Ricky 6                                    | Ricky 6                              | Lee                    |                    |
| 2000 | Túl sok nő                                 | 100 Girls                            | Patty                  | Bogdányi Titanilla |
| 2001 | Randivonat                                 | On the Line                          | Abbey                  | Zsigmond Tamara    |
| 2001 | Randivonat                                 | On the Line                          | Abbey                  | Sánta Annamária    |
| 2003 | Halálos kitérő                             | Wrong Turn                           | Carly Numan            | Vadász Bea         |
| 2003 |                                            | Rick                                 | Duke szenvedő felesége |                    |
| 2005 |                                            | Candy Paint (rövidfilm)              | Angela Martinez        |                    |
| 2005 | A holló 4. – Gonosz ima                    | The Crow: Wicked Prayer              | Lilly                  | Nyírő Eszter       |
| 2005 | Ezt jól kifőztük!                          | Waiting...                           | Tyla                   | Peller Anna        |
| 2005 | Ádám és Éva                                | National Lampoon's Adam and Eve      | Éva                    | Gubás Gabi         |
| 2005 | DJ testőrbőrben                            | In the Mix                           | Dolly Pacelli          | Huszárik Kata      |
| 2006 | Keringő Annával                            | Waltzing Anna                        | Jill nővér             |                    |
| 2007 | Kusza kapcsolatok                          | After Sex                            | Jordy                  | Kisfalvi Krisztina |
| 2008 | Augusztus                                  | August                               | Morela Sterling        |                    |
| 2008 | Ne szórakozz Zohannal!                     | You Don't Mess with the Zohan        | Dalia Hakbarah         | Ruttkay Laura      |
| 2008 | Megkínozva                                 | Tortured                             | Becky                  | Mezei Kitty        |
| 2008 | Cadillac Records – Csillogó fekete lemezek | Cadillac Records                     | Revetta Chess          |                    |
| 2009 |                                            | Women in Trouble                     | Bambi                  |                    |
| 2009 |                                            | Saint John of Las Vegas              | Tasty D Lite           |                    |
| 2009 | Kaszinó a csatamezőn                       | Taking Chances                       | Lucy Shanks            | Pálmai Anna        |
| 2009 |                                            | Tom Cool                             | Chriqui                |                    |
| 2010 | A 13-as                                    | 13                                   | Aileen                 | Vámos Mónika       |
| 2010 | Szex a lelke mindennek                     | Elektra Luxx                         | Bambi Lindberg         |                    |
| 2011 |                                            | Girl Walks into a Bar                | Teresa                 |                    |
| 2011 | 5 nap háború                               | 5 Days of War                        | Tatia Meddevi          | Csúz Lívia         |
| 2013 |                                            | Three Night Stand                    | Robyn                  |                    |
| 2014 |                                            | Situation amoureuse: C'est complique | Vanessa                |                    |
| 2014 | Harc a boldogságért                        | Fort Bliss                           | Alma                   | Ruttkay Laura      |
| 2014 | A hanyatlás rövid története                | A Short History of Decay             | Erika Bryce            |                    |
| 2015 | Törtetők                                   | Entourage                            | Sloan McQuewick        | Ruttkay Laura      |
| 2015 | Féltestvérek                               | The Steps                            | Marla                  | Pap Katalin        |
| 2018 |                                            | Omphalos                             | Alise Spiegelman       |                    |
| 2018 | Baromi őrjárat 2.                          | Super Troopers 2                     | Genevieve Aubois       |                    |
| 2018 |                                            | Hospitality                          | Donna                  |                    |
| 2019 | A karácsonyi lovag                         | The Knight Before Christmas          | Madison                | Németh Kriszta     |
| 2021 |                                            | Die in a Gunfight                    | Barbie                 |                    |

### Televízió
| Év        | Magyar cím                             | Eredeti cím                               | Szerep                     | Megjegyzések                                                |
| --------- | -------------------------------------- | ----------------------------------------- | -------------------------- | ----------------------------------------------------------- |
| 1995      | Kung fu – A legenda folytatódik        | Kung Fu: The Legend Continues             | Bumper                     | 1 epizód                                                    |
| 1995      | Harrison Bergeron                      | Harrison Bergeron                         | Jeannie                    | tévéfilm                                                    |
| 1995      | A vámpírzsaru                          | Forever Knight                            | Jude Deshnell              | 1 epizód                                                    |
| 1996      | Szindbád kalandjai                     | The Adventures of Sinbad                  | Serendib                   | 1 epizód                                                    |
| 1996      |                                        | Traders                                   | Samira                     | 1 epizód                                                    |
| 1996      |                                        | Are You Afraid of the Dark?               | Amanda                     | 1 epizód                                                    |
| 1997      | Y-akták                                | Psi Factor: Chronicles of the Paranormal  | Melissa                    | 1 epizód                                                    |
| 1997      |                                        | Exhibit A: Secrets of Forensic Science    | Rachel                     | 1 epizód                                                    |
| 1997      | Apuci a pácban                         | Unwed Father                              | Kayla                      | tévéfilm                                                    |
| 1997–1998 |                                        | Vampire Princess Miyu                     | Hisae Aoki (angol hangja)  | 14 epizód                                                   |
| 1998      |                                        | Principal Takes a Holiday                 | Roxanne                    | tévéfilm                                                    |
| 1998      |                                        | Shattered Hearts: A Moment of Truth Movie | Cindy                      | tévéfilm                                                    |
| 1998      |                                        | Alien Abduction: Incident in Lake County  | Renee                      | tévéfilm                                                    |
| 1998      | Rendőrakadémia                         | Police Academy: The Series                | Charlotte Ockleman         | 1 epizód                                                    |
| 1998      | A sorsdöntő gól                        | Greener Fields                            | Megan                      | tévéfilm                                                    |
| 1998      | Sportháború                            | Futuresport                               | Gina Gonzales              | tévéfilm                                                    |
| 2003      | Jake 2.0 – A tökéletes ügynök          | Jake 2.0                                  | Theresa Carano             | 1 epizód                                                    |
| 2005      | A narancsvidék                         | The O.C.                                  | Jodie                      | 2 epizód                                                    |
| 2005      |                                        | Unscripted                                | Emmanuelle                 | 3 epizód                                                    |
| 2005–2011 | Törtetők                               | Entourage                                 | Sloan McQuewick            | visszatérő szereplő (31 epizód)                             |
| 2006      | Ámítás                                 | Deceit                                    | Emily                      | tévéfilm                                                    |
| 2008–2009 | Robotcsirke                            | Robot Chicken                             | több szereplő hangja       | 2 epizód                                                    |
| 2011      | Kick Buttowski: A külvárosi fenegyerek | Kick Buttowski: Suburban Daredevil        | Kelly (hangja)             | 1 epizód                                                    |
| 2011      | Borgiák                                | The Borgias                               | Aragóniai Sancha           | 3 epizód                                                    |
| 2011–2012 | Villámmacskák                          | ThunderCats                               | Cheetara (hangja)          | főszereplő (21 epizód)                                      |
| 2012–2013 |                                        | Tron: Uprising                            | Paige (hangja)             | főszereplő (15 epizód)                                      |
| 2012–2013 | A mentalista                           | The Mentalist                             | Lorelei Martins            | visszatérő szereplő (5 epizód)                              |
| 2013      |                                        | The Ordained                              | Sam                        | tévéfilm                                                    |
| 2013–2014 |                                        | Beware the Batman                         | Sapphire Stagg (hangja)    | 2 epizód                                                    |
| 2013–2014 |                                        | Cleaners                                  | Veronica                   | állandó szereplő (18 epizód)                                |
| 2014      | Négy férfi, egy eset                   | Men at Work                               | Sasha                      | 1 epizód                                                    |
| 2015      | Megölni Jézust                         | Killing Jesus                             | Heródiás                   | minisorozat                                                 |
| 2015      |                                        | Murder in the First                       | Raphaelle 'Raffi' Veracruz | főszereplő (12 epizód)                                      |
| 2016–2017 | A jóslás urai                          | Shut Eye                                  | Gina, hipnotizőr           | - főszereplő (13 epizód) - magyar hangja: - Kis-Kovács Luca |
| 2019      | A szabadulás                           | The Passage                               | Dr. Lila Kyle              | főszereplő (10 epizód)                                      |
| 2021–2023 | Superman és Lois                       | Superman & Lois                           | Lana Lang                  | - főszereplő - magyar hangja: - Huszárik Kata               |

### Videóklipek
| Év   | Előadó              | Cím                 |
| ---- | ------------------- | ------------------- |
| 2000 | Hoku                | Another Dumb Blonde |
| 2006 | Hinder              | Lips of an Angel    |
| 2009 | Zac Brown Band      | Whatever It Is      |
| 2016 | The Black Eyed Peas | Where's the Love    |

### Videójátékok
| Év   | Cím                     | Szerep  | Megjegyzés                                    |
| ---- | ----------------------- | ------- | --------------------------------------------- |
| 2010 | Call of Duty: Black Ops | Numbers | hangalámondás / rövid élőszereplős megjelenés |

## Fordítás
- Ez a szócikk részben vagy egészben  az   Emmanuelle Chriqui című angol Wikipédia-szócikk fordításán alapul.  Az eredeti cikk szerkesztőit annak laptörténete sorolja fel. Ez a jelzés csupán a megfogalmazás eredetét és a szerzői jogokat jelzi, nem szolgál a cikkben szereplő információk forrásmegjelöléseként.